# Episodi di The Adventures of Ozzie and Harriet (terza stagione)
La terza stagione della serie televisiva The Adventures of Ozzie and Harriet è stata trasmessa in anteprima negli Stati Uniti d'America dalla ABC tra l'8 ottobre 1954 e il 27 maggio 1955.
| nº | Titolo originale            | Titolo italiano | Prima TV USA     | Prima TV Italia |
| -- | --------------------------- | --------------- | ---------------- | --------------- |
| 1  | Wedding Anniversary         |                 | 8 ottobre 1954   |                 |
| 2  | Too Many Ties               |                 | 15 ottobre 1954  |                 |
| 3  | The Furnace                 |                 | 22 ottobre 1954  |                 |
| 4  | A Load of Gravel            |                 | 29 ottobre 1954  |                 |
| 5  | The Usher                   |                 | 12 novembre 1954 |                 |
| 6  | Come as You Are Party       |                 | 19 novembre 1954 |                 |
| 7  | Wally Dipple's Garage Door  |                 | 3 dicembre 1954  |                 |
| 8  | Odd Bolt                    |                 | 10 dicembre 1954 |                 |
| 9  | A Matter of Inches          |                 | 17 dicembre 1954 |                 |
| 10 | Lost Christmas Gift         |                 | 24 dicembre 1954 |                 |
| 11 | The Fruitcake               |                 | 7 gennaio 1955   |                 |
| 12 | The Bloodhound              |                 | 14 gennaio 1955  |                 |
| 13 | Missing Sandwiches          |                 | 21 gennaio 1955  |                 |
| 14 | Individuality               |                 | 28 gennaio 1955  |                 |
| 15 | Electric Train              |                 | 4 febbraio 1955  |                 |
| 16 | A Matter of Principle       |                 | 11 febbraio 1955 |                 |
| 17 | Career Woman                |                 | 18 febbraio 1955 |                 |
| 18 | The Girl Who Came to Dinner |                 | 25 febbraio 1955 |                 |
| 19 | The Sportscar               |                 | 11 marzo 1955    |                 |
| 20 | Ricky's Blind Date          |                 | 18 marzo 1955    |                 |
| 21 | Spring Housecleaning        |                 | 25 marzo 1955    |                 |
| 22 | Pajama Game                 |                 | 1º aprile 1955   |                 |
| 23 | Ricky's Shadow              |                 | 8 aprile 1955    |                 |
| 24 | The Witness                 |                 | 15 aprile 1955   |                 |
| 25 | Ricky's Charge Account      |                 | 22 aprile 1955   |                 |
| 26 | The Testimonial             |                 | 29 aprile 1955   |                 |
| 27 | Thorny's Piano              |                 | 6 maggio 1955    |                 |
| 28 | Stray Dog                   |                 | 27 maggio 1955   |                 |